# HONDA Air
HONDA Airとは、本田技研工業が開発したコンセプトカーである。ロサンゼルスオートショー に2010年出展された。主に圧縮空気を駆動機関として使用している。しかし、1MPa以上の高圧ガスを使用しているため、高圧ガス製造保安責任者が必須であり、高圧ボンベが破裂した場合は爆弾のように爆発する危険があるため、あくまでコンセプトカーの域を出ない。